# Candy and a Currant Bun
„Candy and a Currant Bun“ je skladba britské rockové skupiny Pink Floyd, kterou napsal kytarista a zpěvák Syd Barrett. Poprvé vyšla v březnu 1967 jako B strana singlu „Arnold Layne“. Původně se jmenovala „Let's Roll Another One“ (česky: Ubal mi dalšího, rozuměj jointa) a její text pojednával o drogách, obsahovala např. verš „I'm high, don't try to spoil my fun“ (Jsem v rauši, nekaž mi srandu). Kvůli oficiálnímu nahrávání, které proběhlo 29. ledna 1967 v londýnských Sound Techniques Studios pod dohledem producenta Joea Boyda, musel Barrett text i název písně změnit. Již 1. února 1967 podepsali Pink Floyd smlouvu s vydavatelstvím EMI, které si prosadilo svého producenta Normana Smithe. Ten chtěl nahrát v EMI Studios nové verze obou písní, k čemuž ale nedošlo, takže na singlu, který vyšel 10. března 1967, byly použity původní verze skladeb.
První doložený koncert, kde Pink Floyd odehráli tehdy ještě píseň „Let's Roll Another One“, se konal 14. října 1966 v londýnském kostele Všech svatých, jednalo se o benefiční koncert pro London Free School. Poslední doložené vystoupení se skladbou „Candy and a Currant Bun“ proběhlo 1. října 1967 v londýnském Saville Theatre. Kromě B strany singlu „Arnold Layne“ vyšla tato píseň také na kompilacích The Best of the Pink Floyd (1970) a 1967: The First Three Singles (1997), na bonusovém CD The Early Singles box setu Shine On (1992) a na třetím bonusovém CD reedice alba The Piper at the Gates of Dawn v roce 2007.
V roce 2008 nahrála skupina The Mars Volta coververzi písně „Candy and a Currant Bun“ a vydala ji jako singl k albu The Bedlam in Goliath.

## Původní sestava
- Syd Barrett – elektrická kytara, zpěv
- Rick Wright – elektronické varhany, vokály
- Roger Waters – baskytara, vokály
- Nick Mason – bicí, perkuse